# Apol
El apol (del mapudungún apol o apoll) es un plato de la cocina mapuche que consiste en pulmones rellenos con sangre, sal y ají.
Para prepararlo hay que degollar un animal, normalmente una oveja, y hacer que la sangre y los aliños entren por la tráquea e inunden los pulmones ayudados por las últimas inspiraciones del animal. Después de eviscerar al animal, los pulmones se hierven o se asan y se consumen calientes.
Existe otro tipo de apol, carente de la crueldad del descrito, y que consiste en matar el animal, sacarle los pulmones y después meter en éstos los aliños señalados.En la actualidad dicha preparación no es muy frecuente en la alimentación mapuche, estando en claro retroceso. 
De acuerdo a la narración que Pascual Coña hace del antiguo casamiento mapuche (que comenzaba con un rapto de la novia, real en unas ocasiones y ritual en otras), luego de robar a la joven de la casa de sus padres, el novio y sus amigos se ocultaban en un lugar seguro y solían cocinar carne de cordero para alimentarse y celebrar. Entre tanto, uno de los amigos del novio le ofrecían a ella tajadas de apol para entablar conversación y mostrarle que no tenían intención de dañarla.
Platos relacionados con el apol son el ñachi y el karütun.